# Schlaitdorf

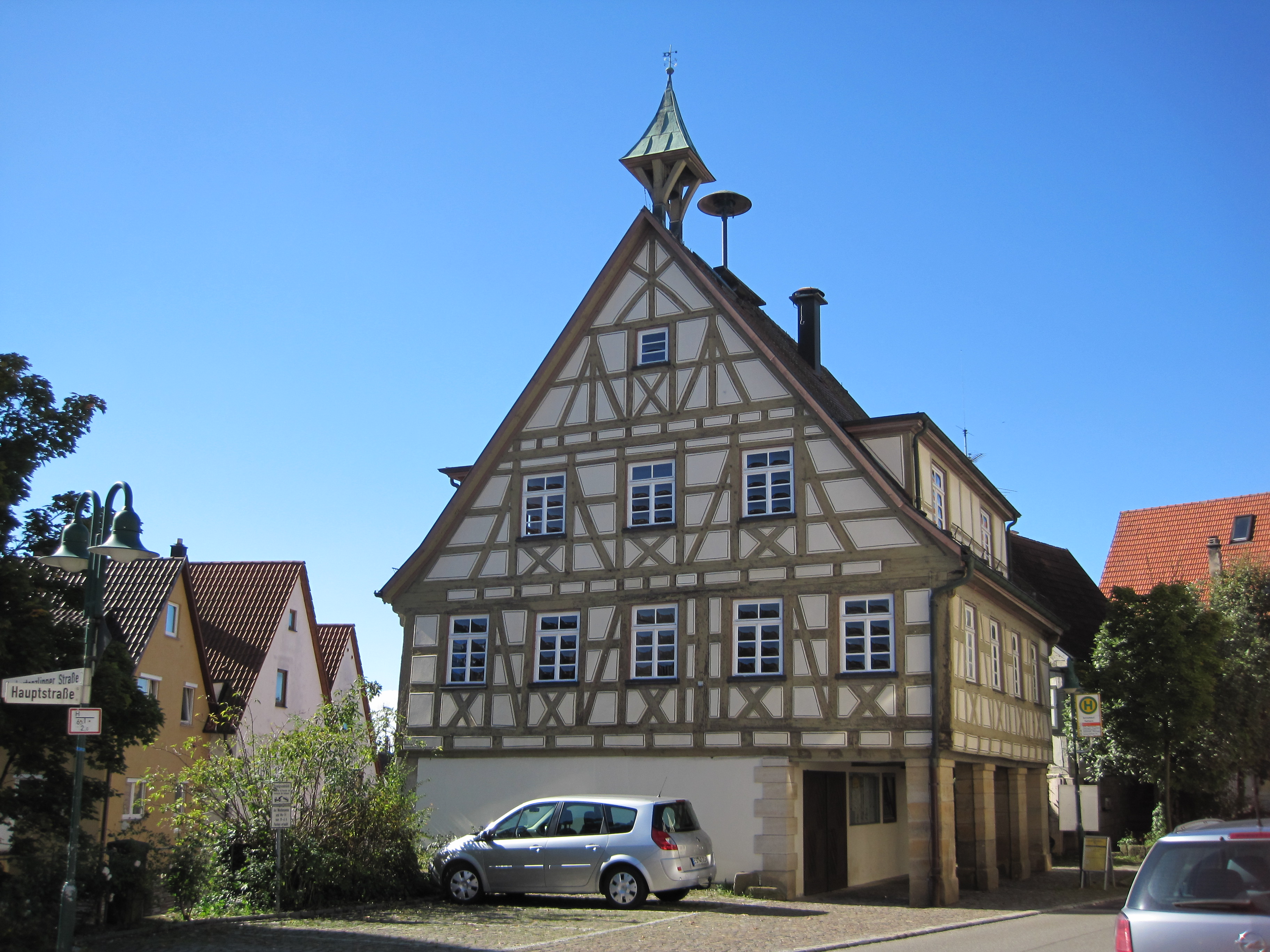
Schlaitdorfer Rathaus

Schlaitdorf ist eine kleine Gemeinde am Rande des Landkreises Esslingen in Baden-Württemberg. Sie gehört zur Region Stuttgart (bis 1992 Region Mittlerer Neckar) und zur europäischen Metropolregion Stuttgart. Die Gemeinde ist Teil des Gemeindeverwaltungsverbandes Neckartenzlingen.

## Geographie

### Geographische Lage
Das Gemeindegebiet rechnet zum Naturraum Schönbuch und Glemswald und darin zum größeren Teil zum Unterraum Walddorfer Platten. Das namengebende Dorf steht auf einem Höhenrücken zwischen den Tälern der Schaich im Nördlichen Schönbuch im Nordwesten, desjenigen von deren Vorfluter Aich im Norden und dem des oberen Neckars, der das gesamte Gebiet entwässert, das im Westen und Nordwesten bis ans rechter Ufer der Schaich hinunterreicht und oben an den Hängen der beiden anderen Flusstäler endet.
Schlaitdorf liegt in Luftlinie etwa 9 km westsüdwestlich von Nürtingen und etwa 16 km südsüdwestlich der Kreisstadt Esslingen am Neckar.

### Gemeindegliederung
Zur Gemeinde gehören außer dem Dorf Schlaitdorf keine weiteren Orte.

### Nachbargemeinden
Angrenzende Gemeinden sind Aichtal im Norden, Neckartailfingen im Osten, Neckartenzlingen und Altenriet im Süden (alle Landkreis Esslingen) sowie Walddorfhäslach (Landkreis Reutlingen) im Westen.

### Flächenaufteilung
Nach Daten des Statistischen Landesamtes, Stand 2014.

### Namensdeutung
Der Namen Sleitdorf wird einerseits als rutschig (Lehmboden) gedeutet, das Altdeutsche Namenbuch von Ernst Förstemann allerdings sieht sleit als Bergabhang.

## Geschichte

### Vorgeschichte
Auf der Gemarkung befindet sich ein keltisches Hügelgrab (Grabhügel im Lehbühl) der Hallstattkultur aus der Zeit von 600 bis 400 v. Chr. Diesem geplünderten Grab wird eine ähnliche Bedeutung wie dem Hügelgrab von Hochdorf an der Enz zugeschrieben.
Aufgrund des Namens lässt sich durch die Ortsnamenforschung die Entstehungszeit Schlaitdorfs auf 500 bis 700 n. Chr. datieren.

### Mittelalter
Im Jahre 1088 wurde Schlaitdorf zum ersten Mal urkundlich erwähnt. Diese erste namentliche Erwähnung findet sich im Schenkungsbuch des Klosters Reichenbach und in ihr ist nicht von Schlaitdorf an sich die Rede, sondern von seinem Herren, dem Albericus de Sleithdorf, der als Zeuge bei einer Schenkung fungierte.
1342 wurde Schlaitdorf von den Pfalzgrafen von Tübingen zusammen mit der Stadt Tübingen und anderen Orten an Graf Ulrich III. von Württemberg verkauft. Mit Burchart dem „Frien“ von Schlaitdorf wird 1344 zum letzten Mal von dem Schlaitdorfer Ortsadel berichtet. Bis zu Beginn des 15. Jahrhunderts weiß man nicht viel über Schlaitdorf. Offensichtlich scheint aber der Ort im Besitz der Adelsfamilie Kaib von Hohenstein zu sein; diese hatten bereits seit 1334 Einkünfte aus Schlaitdorf. 1436 veräußerte Kaib die Ortsherrschaft an den Edelknecht Georg Dürner von Dürnau (Stammsitz im Kreis Göppingen). Dieser trug das Dorf dem Grafen von Württemberg als Lehen auf, ließ sich aber 1451 seine Lehengüter zu Schlaitdorf wieder eignen. Dafür trat er Graf Ulrich von Württemberg seine herrschaftlichen Rechte ab. Georg Dürner veräußerte seinen Grundbesitz durch Tausch und Kauf an Nürtinger Bürger und die Herrschaft Württemberg.
1482 wurde die damals in Schlaitdorf befindliche Burg vom letzten bekannten Burgherren Ludwig Haffenberg zu Neuenriet dem damaligen Pfarrer übergeben. Seitdem wurde sie als Pfarrhaus genutzt und mehrmals umgebaut. Heute sind von der ursprünglichen Burg nur noch Reste im Erdgeschoss des Pfarrhauses übrig. Um das Jahr 1500 wurde der heutige Teil der Ortskirche Sankt Wendelin im Stil der Spätgotik errichtet. Teile des Schiffs könnten auf das 12. Jahrhundert zurückgehen.

### Frühe Neuzeit
Im Jahr 1534 wurde Schlaitdorf im Zuge der Reformation evangelisch. Zur Pfarrei Schlaitdorf gehörte seit 1684 auch Altenriet, das sich mit Neckartenzlingen zerstritten hatte und bis 1842 auch Häslach.
Schlaitdorf war dem altwürttembergischen Amt Tübingen zugeordnet und blieb auch nach der Gründung des Königreichs Württemberg beim Oberamt Tübingen.
In der Zeit von 1842 bis 1863 wurde in (längst geschlossenen) Steinbrüchen Stubensandstein gewonnen. Er wurde unter anderem zum Bau des Kölner Doms und des Ulmer Münsters verwandt. Dieser ist wegen seiner hohen Kalzit-Anteile besonders säureempfindlich und verwittert daher schnell. Die aus Schlaitdorf stammenden Steine mussten daher später wieder ausgetauscht werden. Zwei ehemalige Steinbrüche sind heute Naturdenkmale.

### 20. Jahrhundert
Im Jahr 1935 wurde das bis heute gültige Wappen verliehen. Es zeigt im oberen Teil (Schildhaupt) eine Hirschstange auf goldenem Hintergrund und darunter ein rotes Herz auf weißem Hintergrund. Ursprünglich zeigte das alte Wappen anstatt eines Herzens ein Pflugeisen, doch wurde das Pflugeisen wohl fälschlicherweise als Herz interpretiert und deswegen das Wappen verändert.

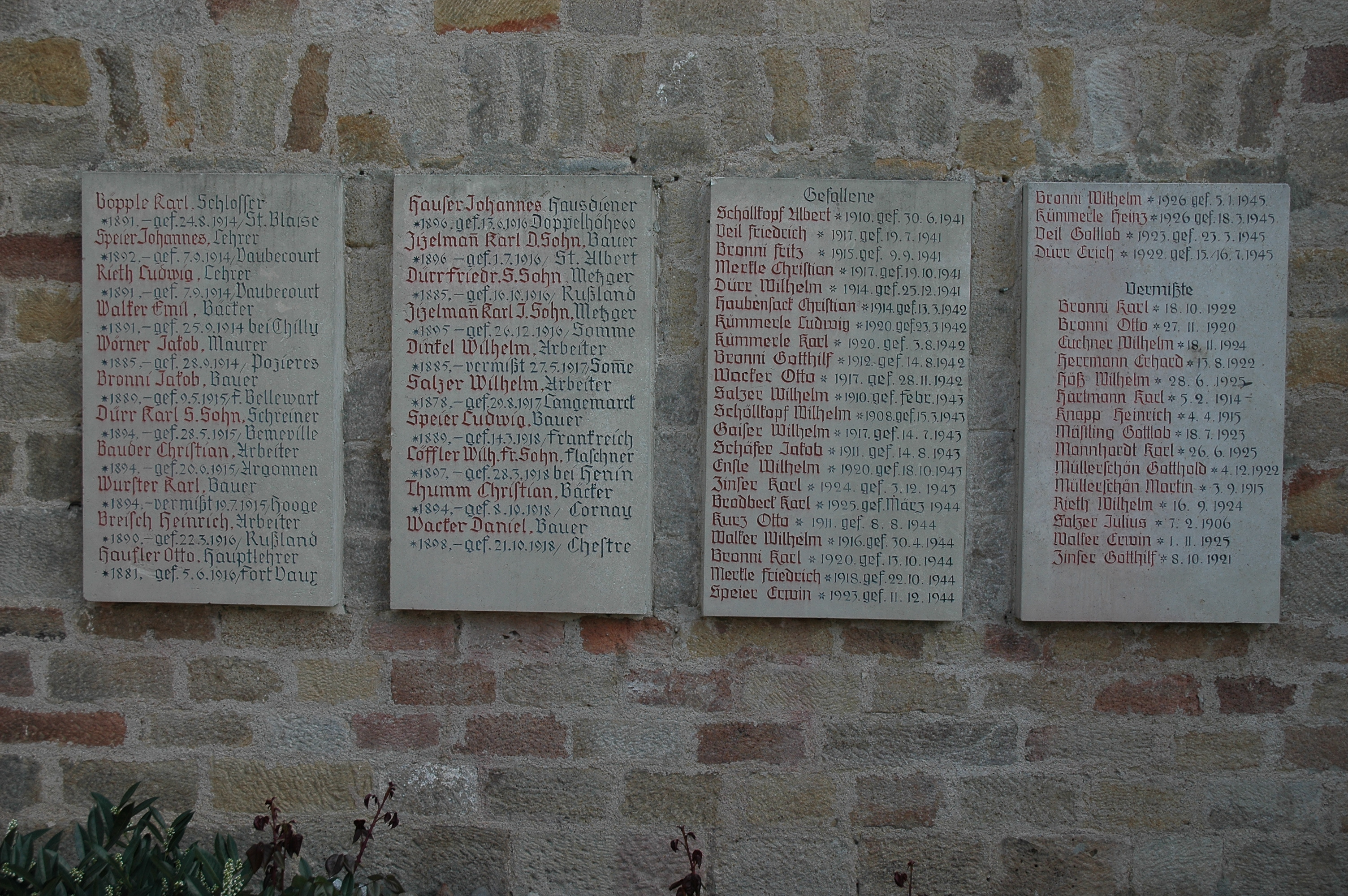
Gedenktafel der Gefallenen in den zwei Weltkriegen.

Bei der Kreisreform während der NS-Zeit in Württemberg gelangte Schlaitdorf 1938 zum Landkreis Nürtingen.
Während des Zweiten Weltkrieges wurde Schlaitdorf von mehreren Brandbomben getroffen, durch die einige Gebäude zerstört wurden. Im Ersten Weltkrieg sind 21 Schlaitdorfer gefallen, im Zweiten Weltkrieg 26 gefallen und 15 vermisst.
Nach dem Zweiten Weltkrieg lag der Ort in der Amerikanischen Besatzungszone und gehörte somit zum neu gegründeten Land Württemberg-Baden, das 1952 im jetzigen Bundesland Baden-Württemberg aufging.
Seit der Kreisreform von 1973 ist Schlaitdorf Teil des Landkreises Esslingen.

### Einwohnerentwicklung
Die Einwohnerzahlen sind Volkszählungsergebnisse (¹) oder amtliche Fortschreibungen des Statistischen Landesamtes (nur Hauptwohnsitze).
| Stichtag             | Einwohnerzahl |
| -------------------- | ------------- |
| 1. Dezember 1871 ¹   | 705           |
| 1. Dezember 1900 ¹   | 658           |
| 17. Mai 1939 ¹       | 630           |
| 13. September 1950 ¹ | 878           |
| 6. Juni 1961 ¹       | 834           |
| 27. Mai 1970 ¹       | 995           |
| 25. Mai 1987 ¹       | 1.442         |
| 31. Dezember 1995    | 1.576         |
| 31. Dezember 2000    | 1.635         |
| 31. Dezember 2005    | 1.709         |
| 31. Dezember 2010    | 1.783         |
| 31. Dezember 2015    | 1.886         |
| 31. Dezember 2020    | 1.957         |
| 30. Juni 2022        | 1.865         |

## Politik

### Gemeinderat
Der Gemeinderat in Schlaitdorf besteht aus den gewählten 10 ehrenamtlichen Gemeinderäten und dem Bürgermeister als Vorsitzendem. Der Bürgermeister ist im Gemeinderat stimmberechtigt.
Die Kommunalwahl am 9. Juni 2024 führte zu folgendem amtlichen Endergebnis. 
| Parteien und Wählergemeinschaften | Parteien und Wählergemeinschaften           | % 2024 | Sitze 2024 | % 2019 | Sitze 2019 | Kommunalwahl 2024 %403020100 38,16 %28,87 %7,69 %20,34 % AWVLUBSFMSCDUGewinne und Verlusteim Vergleich zu 2019 %p 12 10 8 6 4 2 0 −2 −4 −6 −8−10−12−14−16−18−17,79 %p+6,18 %p−3,82 %p+10,50 %pAWVLUBSFMSCDU |
| AWV                               | Allgemeine Wählervereinigung                | 38,16  | 4          | 55,95  | 6          | Kommunalwahl 2024 %403020100 38,16 %28,87 %7,69 %20,34 % AWVLUBSFMSCDUGewinne und Verlusteim Vergleich zu 2019 %p 12 10 8 6 4 2 0 −2 −4 −6 −8−10−12−14−16−18−17,79 %p+6,18 %p−3,82 %p+10,50 %pAWVLUBSFMSCDU |
| LUBS                              | Liste unabhängiger Bürger Schlaitdorf       | 28,87  | 3          | 22,69  | 2          | Kommunalwahl 2024 %403020100 38,16 %28,87 %7,69 %20,34 % AWVLUBSFMSCDUGewinne und Verlusteim Vergleich zu 2019 %p 12 10 8 6 4 2 0 −2 −4 −6 −8−10−12−14−16−18−17,79 %p+6,18 %p−3,82 %p+10,50 %pAWVLUBSFMSCDU |
| FMS                               | Freie Mitte Schlaitdorf                     | 7,69   | 1          | 11,51  | 1          | Kommunalwahl 2024 %403020100 38,16 %28,87 %7,69 %20,34 % AWVLUBSFMSCDUGewinne und Verlusteim Vergleich zu 2019 %p 12 10 8 6 4 2 0 −2 −4 −6 −8−10−12−14−16−18−17,79 %p+6,18 %p−3,82 %p+10,50 %pAWVLUBSFMSCDU |
| CDU                               | Christlich Demokratische Union Deutschlands | 20,34  | 2          | 9,84   | 1          | Kommunalwahl 2024 %403020100 38,16 %28,87 %7,69 %20,34 % AWVLUBSFMSCDUGewinne und Verlusteim Vergleich zu 2019 %p 12 10 8 6 4 2 0 −2 −4 −6 −8−10−12−14−16−18−17,79 %p+6,18 %p−3,82 %p+10,50 %pAWVLUBSFMSCDU |
| gesamt                            | gesamt                                      | 100,0  | 10         | 100,0  | 10         | Kommunalwahl 2024 %403020100 38,16 %28,87 %7,69 %20,34 % AWVLUBSFMSCDUGewinne und Verlusteim Vergleich zu 2019 %p 12 10 8 6 4 2 0 −2 −4 −6 −8−10−12−14−16−18−17,79 %p+6,18 %p−3,82 %p+10,50 %pAWVLUBSFMSCDU |
| Wahlbeteiligung                   | Wahlbeteiligung                             | 76,0 % | 76,0 %     | 70,0 % | 70,0 %     | Kommunalwahl 2024 %403020100 38,16 %28,87 %7,69 %20,34 % AWVLUBSFMSCDUGewinne und Verlusteim Vergleich zu 2019 %p 12 10 8 6 4 2 0 −2 −4 −6 −8−10−12−14−16−18−17,79 %p+6,18 %p−3,82 %p+10,50 %pAWVLUBSFMSCDU |

### Bürgermeister
- 2003 bis 2019 Dietmar Edelmann
- seit 2019 Sascha Richter

### Wappen
Blasonierung: Unter goldenem Schildhaupt, darin eine schwarze Hirschstange, in Silber ein rotes Herz.

## Sport
Die Sportvereinigung Germania Schlaitdorf ist der größte Verein im Ort und wurde 1932 gegründet. Die aktive Fußballmannschaft des Vereins spielt derzeit in der Kreisliga A. Weitere Sportvereine sind der Tennis-Club Schlaitdorf sowie der Schützenverein Schlaitdorf.

## Kultur und Sehenswürdigkeiten

### Bauwerke

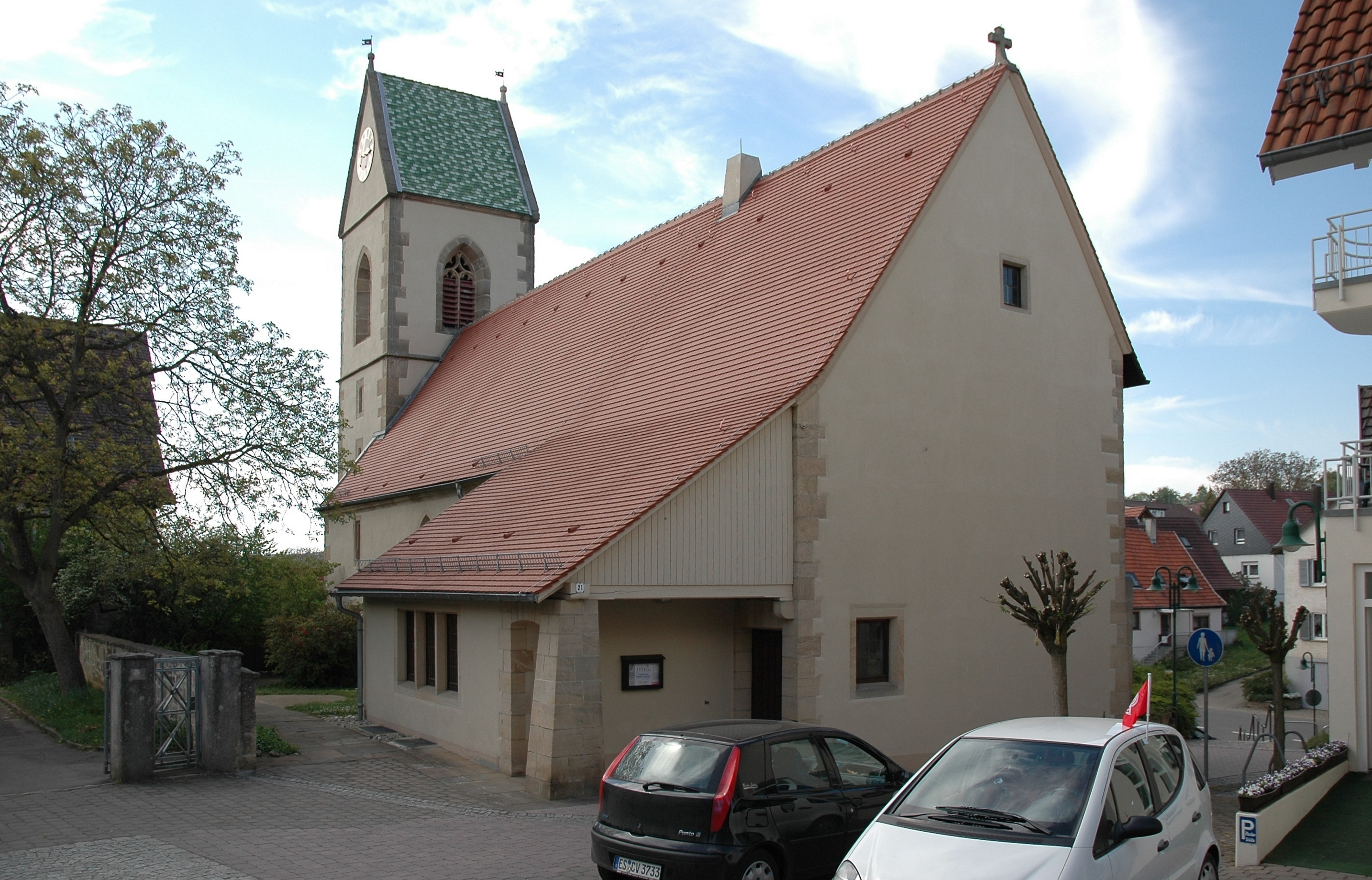
Kirche von Schlaitdorf

- St. Wendelin-Kirche, erbaut um 1500
- Rathaus, erbaut um 1780

## Regelmäßige Veranstaltungen
- jährlich:
  - Schlaitdorfer Sommernacht der Freiwilligen Feuerwehr Schlaitdorf am ersten Samstag im August
  - Sonnwendfeier des Albvereins OG Schlaitdorf
  - Weihnachtsmarkt (am ersten Adventwochenende)
  - Hocketse Liederkranz Schlaitdorf 1876 e. V. Mitte September

## Persönlichkeiten

### Persönlichkeiten, die im Ort leben oder gelebt haben
- Hermann Brachert (1890–1972) war ein deutscher Bildhauer, der in Naturstein, Metall (vor allem Bronze) und Bernstein arbeitete. Am Friedhofseingang Schlaitdorf ist ein Werk von ihm zu sehen. Er starb 1972 in Schlaitdorf und ist hier beerdigt. Nach ihm ist eine Straße benannt.